# Norwegischer Fußballpokal der Männer 1936
Der norwegische Fußballpokal 1936 (kurz auch NM-Cup 1936 genannt) war die 35. Austragung des Fußballpokalwettbewerbs der Männer. Pokalsieger wurde Titelverteidiger Fredrikstad FK. Das Team setzte sich im Finale gegen Mjøndalen IF durch.

## 1. Runde
| Datum      |                        | Ergebnis  |                       |
| ---------- | ---------------------- | --------- | --------------------- |
| 23.08.1936 | Aalesunds FK           | 12:20     | Sandane TIL           |
|            | Årstad IL              | 1:5       | Viking Stavanger      |
|            | Berger IL              | 4:0       | Skiens BK             |
|            | IF Borg                | 3:2       | Dæhlenengen SBK       |
|            | SK Brage               | 8:1       | Strinda IL            |
|            | Brann Bergen           | 5:0       | SK Viggo              |
|            | Briskebyen FL          | 0:8       | Fredrikstad FK        |
|            | IL Brodd               | 2:1       | Klepp IL              |
|            | Clausenengen FK        | 4:2 n. V. | Rosenborg Trondheim   |
|            | SK Djerv               | 8:1       | SK Trane              |
|            | FK Donn                | 1:3       | Storms BK             |
|            | SBK Drafn              | 3:2       | Start Kristiansand    |
|            | Eidsvold Turn          | 1:6       | SFK Lyn Oslo          |
|            | Elverum FK             | 1:3       | Hamar IL              |
|            | Flekkefjord FK         | 5:0       | Egersunds IK          |
|            | Fram Larvik            | 4:0       | Drøbak IF             |
|            | SK Freidig             | 5:0       | SK Jarlen             |
|            | IL Freidig Skarnes     | 1:2       | Lillestrøm SK         |
|            | FK Fremad Lillehammer  | 6:1       | SFK Trygg Oslo        |
|            | Frigg Oslo FK          | 0:1       | Rolvsøy IF            |
|            | Glassverket IF         | 4:3       | Larvik Turn           |
|            | Gleng FK               | 3:1       | Fredensborg SBK       |
|            | IK Grane Arendal       | 1:3       | IF Pors               |
|            | Gresvik IF             | 0:2       | Mjøndalen IF          |
|            | Holmestrand IF         | 2:5       | Torp IF               |
|            | Jevnaker IF            | 9:0       | SK Falk Horten        |
|            | Kapp IF                | 5:2       | Eidsvold IF           |
|            | Kjelsås IL             | 1:2       | SBK Skiold            |
|            | Kongsberg IF           | 4:0       | Rjukan IL             |
|            | Kongsten IF            | 6:0       | SK Gjøa               |
|            | Lisleby FK             | 6:1       | Ullevål IL            |
|            | IF Liv                 | 2:3       | Moss FK               |
|            | FK Lyn                 | 4:3       | Skeid Oslo            |
|            | Magnor IL              | 0:3       | Grue IL               |
|            | Namsos IL              | 0:1       | Steinkjer FK          |
|            | Neset FK               | 4:1       | SK Nationalkameratene |
|            | Odds BK                | 6:1       | Halsen BK             |
|            | Orkanger IF            | 1:3       | IL Braatt             |
|            | FK Ørn                 | 1:1 n. V. | Sundjordet IF         |
|            | Rakkestad IF           | 0:7       | Kvik Halden FK        |
|            | Ranheim IL             | 3:2       | FK Kvik Trondheim     |
|            | Raufoss IL             | 4:0       | Lillehammer BK        |
|            | SK Rollon              | 4:0       | IL Hødd               |
|            | Roy IL                 | 0:4       | Eiker SBK             |
|            | Sandefjord BK          | 1:6       | Sarpsborg FK          |
|            | Selbak TIF             | 8:0       | Hølen IK              |
|            | IF Skiens-Grane        | 1:1 n. V. | Drammens BK           |
|            | Skreia IL              | 2:3       | Nydalens SK           |
|            | Solberg SK             | 0:2       | Tønsbergs TF          |
|            | FK Sparta Sarpsborg    | 0:1       | Geithus IL            |
|            | Stord IL               | 2:3       | SK Jarl               |
|            | Strømmen IF            | 6:3       | BSK 1914 Oslo         |
|            | Tistedalen TIF         | 3:0       | Stabæk IF             |
|            | IF Tønsberg-Kameratene | 1:3       | Strømsgodset IF       |
|            | SK Ulf                 | 2:3       | Stavanger IF          |
|            | Urædd FK               | 0:2       | FK Vigør              |
|            | Vålerenga Oslo         | 7:0       | Fossekallen IL        |
|            | SK Vard Haugesund      | 2:0       | Frøya IL              |
|            | Verdal IL              | 4:1       | IL Sverre             |
|            | Veblungsnes FK         | 1:2       | Kristiansund FK       |
|            | Vestfossen IF          | 1:6       | SK Snøgg              |
|            | Veste Gran IL          | 0:3       | Vardal IF             |
|            | Vikersund IF           | 2:1       | SK Strong             |
|            | FBK Voss               | 1:2       | SK Hardy              |

### Wiederholungsspiele
| Datum      |               | Ergebnis |                 |
| ---------- | ------------- | -------- | --------------- |
| 30.08.1936 | Drammens BK   | 2:0      | IF Skiens-Grane |
|            | Sundjordet IF | 1:3      | FK Ørn          |

## 2. Runde
| Datum      |                       | Ergebnis |                   |
| ---------- | --------------------- | -------- | ----------------- |
| 30.08.1936 | IL Braatt             | 3:2      | SK Freidig        |
|            | SK Brage              | 4:2      | Neset FK          |
|            | Eiker SBK             | 5:1      | Raufoss IL        |
|            | Flekkefjord FK        | 0:1      | IL Brodd          |
|            | Fram Larvik           | 3:1      | Gleng FK          |
|            | Fredrikstad FK        | 8:0      | Glassverket IF    |
|            | FK Fremad Lillehammer | 0:1      | Vålerenga Oslo    |
|            | Geithus IL            | 0:4      | Lisleby FK        |
|            | Hamar IL              | 2:4      | Aalesunds FK      |
|            | SK Hardy              | 4:0      | Stavanger IF      |
|            | SK Jarl               | 1:0      | SK Djerv          |
|            | Kvik Halden FK        | 2:0      | FK Lyn            |
|            | Lillestrøm SK         | 10:00    | Grue IL           |
|            | SFK Lyn Oslo          | 3:0      | Kongsten IF       |
|            | Mjøndalen IF          | 4:1      | Berger IL         |
|            | Moss FK               | 3:2      | Kapp IF           |
|            | Nydalens SK           | 8:1      | Vikersund IF      |
|            | IF Pors               | 2:1      | Kongsberg IF      |
|            | Ranheim IL            | 3:0      | Kristiansund FK   |
|            | SK Rollon             | 2:0      | Clausenengen FK   |
|            | Sarpsborg FK          | 13:20    | Strømmen IF       |
|            | SBK Skiold            | 4:2      | Tistedalen TIF    |
|            | SK Snøgg              | 0:3      | Odds BK           |
|            | Steinkjer FK          | 2:1      | Verdal IL         |
|            | Storms BK             | 3:1      | SBK Drafn         |
|            | Strømsgodset IF       | 2:0      | Brann Bergen      |
|            | Tønsbergs TF          | 0:2      | IF Borg           |
|            | Torp IF               | w. o.    | Rolvsøy IF        |
|            | Vardal IF             | 1:3      | Jevnaker IF       |
|            | Viking Stavanger      | 9:4      | SK Vard Haugesund |
| 06.09.1936 | Drammens BK           | 1:4      | Selbak TIF        |
|            | FK Vigør              | 1:7      | FK Ørn            |

## 3. Runde
| Datum      |                 | Ergebnis  |                  |
| ---------- | --------------- | --------- | ---------------- |
| 13.09.1936 | Aalesunds FK    | 3:2       | Torp IF          |
|            | IF Borg         | 0:3       | Mjøndalen IF     |
|            | SK Brage        | 2:4       | SFK Lyn Oslo     |
|            | IL Brodd        | 0:5       | SK Hardy         |
|            | Jevnaker IF     | 3:7       | Fredrikstad FK   |
|            | Kvik Halden FK  | 0:0 n. V. | IF Pors          |
|            | Lillestrøm SK   | 0:1       | Fram Larvik      |
|            | Lisleby FK      | 3:1       | SK Jarl          |
|            | Moss FK         | 7:2       | IL Braatt        |
|            | Odds BK         | 3:2       | Nydalens SK      |
|            | FK Ørn          | 8:0       | Eiker SBK        |
|            | Steinkjer FK    | 1:1 n. V. | Ranheim IL       |
|            | Strømsgodset IF | 0:1       | Sarpsborg FK     |
|            | Vålerenga Oslo  | 2:0       | SK Rollon        |
|            | Selbak TIF      | 4:2       | Storms BK        |
|            | SBK Skiold      | 1:0 n. V. | Viking Stavanger |

### Wiederholungsspiele
| Datum      |            | Ergebnis |                |
| ---------- | ---------- | -------- | -------------- |
| 20.09.1936 | IF Pors    | 2:0      | Kvik Halden FK |
|            | Ranheim IL | 3:0      | Steinkjer FK   |

## 4. Runde
| Datum      |                | Ergebnis  |                |
| ---------- | -------------- | --------- | -------------- |
| 27.09.1936 | Fram Larvik    | 2:3       | Lisleby FK     |
|            | Fredrikstad FK | 2:0       | SBK Skiold     |
|            | SK Hardy       | 1:2       | Vålerenga Oslo |
|            | SFK Lyn Oslo   | 2:3       | Moss FK        |
|            | Mjøndalen IF   | 1:0       | Aalesunds FK   |
|            | IF Pors        | 1:0 n. V. | Selbak TIF     |
|            | Ranheim IL     | 1:3       | Odds BK        |
|            | Sarpsborg FK   | 8:1       | FK Ørn         |

## Viertelfinale
| Datum      |                | Ergebnis |                |
| ---------- | -------------- | -------- | -------------- |
| 04.10.1936 | Lisleby FK     | 6:1      | IF Pors        |
|            | Sarpsborg FK   | 1:2      | Moss FK        |
|            | Odds BK        | 1:3      | Fredrikstad FK |
|            | Vålerenga Oslo | 0:1      | Mjøndalen IF   |

## Halbfinale
| Datum      |                | Ergebnis |            |
| ---------- | -------------- | -------- | ---------- |
| 11.10.1936 | Fredrikstad FK | 2:1      | Lisleby FK |
|            | Mjøndalen IF   | 3:2      | Moss FK    |

## Finale
| Fredrikstad FK                              | Fredrikstad FK | Mjøndalen IF | Mjøndalen IF |
| ------------------------------------------- | --- | --- | ------------ |
| Fredrikstad FK                              | \| Finale \| \| 25. Oktober 1936 in Oslo (Ullevaal-Stadion) \| \| Ergebnis: 2:0 (1:0) \| \| Zuschauer: 20.000 \| \| Schiedsrichter: Kåre Gunnar Kinn \| \| Spielbericht \|       | \| Finale \| \| 25. Oktober 1936 in Oslo (Ullevaal-Stadion) \| \| Ergebnis: 2:0 (1:0) \| \| Zuschauer: 20.000 \| \| Schiedsrichter: Kåre Gunnar Kinn \| \| Spielbericht \| | Mjøndalen IF |
| Fredrikstad FK                              | Georg Schuster – Rolf Johannessen, Kjell Pettersen – Gunnar Andreassen, Håkon Johansen, Morten Pettersen – Finn Johannesen, Sten Moe, Knut Brynildsen, Arne Børresen, Arne Ileby | | Mjøndalen IF |
| Fredrikstad FK                              | 1:0 Knut Brynildsen (43.) 2:0 Knut Brynildsen (89.) | | Mjøndalen IF |
| Finale                                      | | |              |
| 25. Oktober 1936 in Oslo (Ullevaal-Stadion) | | |              |
| Ergebnis: 2:0 (1:0)                         | | |              |
| Zuschauer: 20.000                           | | |              |
| Schiedsrichter: Kåre Gunnar Kinn            | | |              |
| Spielbericht                                | | |              |